# Senica
Senica (allemand : Senitz, hongrois : Szenice) est une ville de région de Trnava dans l'ouest de la Slovaquie, dans la région de Záhorie. Sa population est de 20 800.

## Histoire
La plus ancienne mention de Senica remonte à 1217.

## Démographie

### Évolution de la population
| Année:               | 1994.  | 2004.   | 2014.   | 2024.   |
| -------------------- | ------ | ------- | ------- | ------- |
| Nombre de personnes: | 21 038 | 21 028  | 20 352  | 19 137  |
| Différence:          |        | -0,04 % | -3,21 % | -5,96 % |

| Année:               | 2023.  | 2024.   |
| -------------------- | ------ | ------- |
| Nombre de personnes: | 19 280 | 19 137  |
| Différence:          |        | -0,74 % |

## Jumelages
La ville de Senica est jumelée avec :
- Santa Tecla (Salvador) depuis le 31 mai 2012
- Bač (Serbie) depuis le 15 janvier 2004
- Herzogenbuchsee (Suisse) depuis le 29 septembre 2004
- Pułtusk (Pologne) depuis le 21 mai 2002
- Trutnov (Tchéquie) depuis le 11 novembre 1998
- Velké Pavlovice (Tchéquie) depuis le 21 mai 2002